# Kanton Vieux-Habitants
Der Kanton Vieux-Habitants ist ein französischer Wahlkreis im Arrondissement Basse-Terre in der Region Guadeloupe.

## Gemeinden
Der Kanton besteht aus drei Gemeinden und Gemeindeteilen mit insgesamt 15.852 Einwohnern (Stand: 1. Januar 2022) auf einer Gesamtfläche von 104,65 km²:
| Gemeinde               | Einwohner 1. Januar 2022 | Fläche km² | Dichte Einw./km² | Code INSEE | Postleitzahl |
| ---------------------- | ------------------------ | ---------- | ---------------- | ---------- | ------------ |
| Baillif                | 4.949                    | 24,30      | 204              | 97104      | 97123        |
| Bouillante             | 3.863                    | 21,65      | 178              | 97106      | 97125        |
| Vieux-Habitants        | 7.040                    | 58,70      | 120              | 97134      | 97119        |
| Kanton Vieux-Habitants | 15.852                   | 104,65     | 151              | 97121      | –            |

1. ↑   Nur der südliche Teil der Gemeinde, der Rest gehört zum Kanton Sainte-Rose-1.